# Ambarahalli, Maddur
Ambarahalli là một làng thuộc tehsil Maddur, huyện Mandya, bang Karnataka, Ấn Độ.